# Kalydón (mytologie)
Kalydón (starořecky Καλυδών, latinsky Calydon) je v řecké mytologii syn aitólskeho krále Aitola a jeho manželky Pronoé.
Dle antického autora Apollodora z Athén, Kalydón s bratrem Pleurónem založili v Aitólii města, která byla pojmenována po nich. Manželkou Kalydóna se stala Aiolia, dcera Amythaóna a porodila mu dcery Epikastu a Prótogeneu, která se provdala za Oxyla, syna boha Área, a Epikastu si vzal Pleurónov syn Agenor.